# Acide pimélique
L'acide pimélique ou acide heptanedioïque est un acide dicarboxylique aliphatique, de formule HO2C(CH2)5CO2H.
Des dérivés de l'acide pimélique sont impliqués dans la biosynthèse de la lysine, un acide aminé.

## Synthèse
L'acide pimélique a déjà été synthétisé à partir de la cyclohexanone et de l'acide salicylique.